# Miriam Kruishoop
Miriam Kruishoop (4 december 1971) is een Nederlands filmregisseur en scriptschrijver van zowel speelfilms, korte films als commercials.

## Biografie
Kruishoop studeerde aan de Gerrit Rietveld Academie in Amsterdam. In haar derde studiejaar won ze de Citroën Award voor beste afstudeerfilm, terwijl ze nog een studiejaar te gaan had. In haar vierde studiejaar regisseerde en schreef ze de speelfilm Vive Elle. Om de film af te kunnen maken ontving ze een beurs van het Nederlandse Filmfonds. Deze film werd genomineerd voor een Tiger Award op het International Film Festival Rotterdam.
Ze regisseerde korte films, enkele speelfilms en verschillende commercials, onder meer voor Douwe Egberts. Ze is gehuwd met platenproducer en dj Rupert Parkes die enkele malen de muziek voor haar films maakte.
In 1999 bracht ze Unter den Palmen uit met acteurs als Helmut Berger, Udo Kier, Thom Hoffman en Willem Nijholt. Hiermee kwam een langgekoesterde wens van haar uit om ooit een keer een film met Berger te maken. De cinematografie van Rogier Stoffers van Unter den Palmen werd bekroond met een Gouden Kalf; haar regie werd ook genomineerd voor deze prijs.
Op het Los Angeles Latino International Film Festival van 2013 won ze in de categorie beste regie voor Greencard Warriors, ook bekend onder de titel Crosstown.
In 2013 werkt ze aan een film over het leven van bokskampioen Regilio Tuur.

## Filmografie
In veel gevallen schreef Kruishoop eveneens het script van de films die ze regisseerde. In sommige gevallen verzorgde ze ook de productie, cinematografie en de montage. Hieronder volgt een selectie:
| Jaar   | Film                                                   | Soort      | Taal             | Prijs                                                         |
| ------ | ------------------------------------------------------ | ---------- | ---------------- | ------------------------------------------------------------- |
| 1996   | Da Silva (film over Ayrton Senna)                      | korte film | Nederlands       | Citroën Award                                                 |
| 1997   | Rabies                                                 | korte film |                  |                                                               |
| 1996/7 | Sometimes it’s hard to be a woman                      | korte film | Stomme film      | Fuji korte film-prijs                                         |
| 1998   | Vedette                                                | korte film | Italiaans        |                                                               |
| 1998   | Vive Elle                                              | speelfilm  | Frans            | Tiger Award-nominatie                                         |
| 1999   | Unter den Palmen                                       | speelfilm  | Duits en Engels  | Gouden Kalf-nominatie regie                                   |
| 2000   | Sonic Fragments (The Poetics of Digital Fragmentation) | speelfilm  |                  |                                                               |
| 2000   | The Days After                                         | korte film |                  |                                                               |
| 2010   | Lost For Words                                         | speelfilm  |                  |                                                               |
| 2013   | Greencard Warriors (ook wel: Crosstown)                | speelfilm  | Engels en Spaans | Beste regie op Los Angeles Latino International Film Festival |

- Gemeinsame Normdatei: 1061351378
- RKD-Nederlands Instituut voor Kunstgeschiedenis: 116329
- Union List of Artist Names: 500540147
- Virtual International Authority File: 311613951